# Нестеров, Анатолий Иннокентьевич
Анато́лий Инноке́нтьевич Не́стеров (27 октября [8 ноября] 1895 — 10 февраля 1979) — советский терапевт, учёный и организатор здравоохранения, создатель советской школы ревматологов, академик АМН СССР, вице-президент АМН СССР (1953—1957), заслуженный деятель науки РСФСР. Герой Социалистического Труда (1965), лауреат Ленинской премии (1974).

## Биография
Родился в селе Частоостровское Красноярского уезда Енисейской губернии (ныне Емельяновский район, Красноярский край) в семье учителя. В 1920 году окончил медицинский факультет Томского университета. Как проявивший склонность к науке был оставлен работать в терапевтической клинике профессора Н. И. Лепорского. Здесь Нестеров совершенствовал своё врачебное мастерство, работал ассистентом, а затем доцентом, вёл научно-исследовательскую работу.
С 1927 года по 1928 год был в командировке в Германии. Работал над докторской диссертацией, посвящённой учению о кровеносных капиллярах и капилляроскопии (1929). С 1931 года по 1936 год возглавлял кафедру госпитальной терапии в Томском медицинском институте. В этот период Нестеров проявил интерес к проблемам ревматизма и болезням суставов, посвятив их изучению дальнейшую научную деятельность.
В 1936 году был назначен директором вновь созданного в Сочи Государственного клинического научно-исследовательского института, в котором он создал и возглавил кафедру ревматологии. В 1939 году Нестерова пригласили руководить Центральным институтом курортологии в Москве.
В начале Великой Отечественной войны Анатолий Иннокентьевич с группой других учёных эвакуировался в Новосибирск, где был назначен главным терапевтом эвакуационных госпиталей Новосибирской области (занимал эту должность до 1943 года), одновременно являлся профессором госпитальной терапевтической клиники Новосибирского медицинского института.
Нестеров вёл организацию терапевтической службы в эвакогоспиталях. Результаты этой работы были отражены в публикациях «Об организации комплексной терапии боевых травм» (1941), «Комплексная функциональная терапия и её значение для лечения военно-травматических поражений в эвакогоспиталях» (1942), «Главнейшие формы дистрофий по материалам тыловых эвакогоспиталей» (1943).
В 1943 году он был отозван из Новосибирска в столицу, где руководил Государственным научно-исследовательским институтом физиотерапии (до 1950 года).
В 1947 году был избран заведующим кафедрой пропедевтики, а в 1950 году — заведующим факультетской терапии 2-го Московского медицинского института.
С 1958 года по 1970 год был директором созданного по его инициативе Научно-исследовательского института ревматизма АМН СССР.
Автор 200 научных трудов (в том числе 6 монографий), значительная часть посвящена проблемам ревматизма и болезней суставов. Под руководством Нестерова в клинике были проведены фундаментальные исследования, подтвердившие роль гемолитического стрептококка в развитии ревматизма. Он разработал классификацию болезней суставов.
В 1950 году он был избран действительным членом (академиком) АМН СССР.
В монографии «Клиника коллагеновых болезней» (1961) Нестеров определил критерии диагностики ревматизма, выделил три степени активности ревматического процесса, создал основу, на которой базируется современная диагностика и терапия болезни. Важную роль в деле изучения данного заболевания сыграла монография Нестерова «Очерк изучения ревматизма и болезней суставов» (1951). В ней автор отдал должное русским учёным в исследовании ревматизма и предложил истинный ревматизм именовать не болезнью Буйо, а болезнью Сокольского-Буйо.
По его инициативе в 1948 году был издан приказ Министерства здравоохранения СССР «О мерах по усилению борьбы с ревматизмом в СССР», сыгравший важную роль в организации противоревматической службы. Нестеров участвовал в создании противоревматической службы в стране (кардиоревматологические диспансеры, ревматологические кабинеты в поликлиниках).
Нестеровым и его учениками были разработаны и внедрены в практику методы комплексной гормонально-медикаментозной терапии и бициллино-аспириновой профилактики ревматизма. Он постоянно напоминал студентам о том, что нельзя «успокаиваться после отражения ревматической атаки, надо держать заболевшего под постоянным наблюдением». Проблему борьбы с ревматизмом учёный считал важной государственной задачей. В 1964 году он добился выделения шести миллионов рублей на проведение массовой бициллино-аспириновой профилактики.
Созданный в Москве НИИ ревматизма АМН СССР под руководством Нестерова превратился в ведущее научное учреждение страны, где разрабатываются проблемы ревматизма и других коллагеновых заболеваний.
Указом Президиума Верховного Совета СССР от 10 ноября 1965 года Нестерову Анатолию Иннокентьевичу присвоено звание Героя Социалистического Труда.
С 1950 года по 1953 год был главным учёным секретарём Президиума, с 1953 года по 1957 год — вице-президент АМН СССР. Нестеров был редактором журнала «Вопросы ревматизма», председателем Всесоюзного научного общества терапевтов (1962—1974) и организованного по его инициативе Всесоюзного научного ревматологического общества (с 1969 года), вице-президентом Международной лиги по борьбе с ревматизмом (1962—1965), почётным членом 15 зарубежных научных ревматологических обществ, он также избирался депутатом Верховного Совета РСФСР (1938—1946).

Могила на Кунцевском кладбище

Жил и работал в Москве. Умер 10 февраля 1979 года. Похоронен на Кунцевском кладбище в Москве (участок 10).

## Награды и звания
- Медаль «Серп и Молот»
- Два Ордена Ленина
- Орден Октябрьской Революции
- Два Ордена Трудового Красного Знамени
- Ленинская премия (1974 год) — за монографию «Ревматизм»
- Заслуженный деятель науки РСФСР (1946)
- Являлся почетным членом 14 зарубежных научных обществ
- другие награды